# میگل د سروانتس
میگل د سِروانتِس ساآودرا (به انگلیسی: Miguel de Cervantes Saavedra)، (اسپانیایی: [miˈɣel de θeɾˈβantes saaˈβeðɾa]؛ زاده ۲۹ سپتامبر ۱۵۴۷ (با فرض) – درگذشته ۲۲ آوریل ۱۶۱۶ NS) رمان‌نویس، شاعر، نقاش و نمایشنامه‌نویس نامدار اسپانیایی بود.
رمان مشهور دن کیشوت - که از پایه‌های ادبیات کلاسیک اروپا به‌شمار می‌آید و بسیاری از منتقدان از آن به عنوان نخستین رمان مدرن و یکی از بهترین آثار ادبی جهان یاد می‌کنند - اثر اوست. به وی لقب شاهزادهٔ نبوغ داده‌اند.
برخی رمان دن کیشوت را تاثیرگذارترین رمان ژانر تخیلی (Fiction) می‌دانند.
جالب این است که سروانتس کتاب دن کیشوت معروف که تمام اروپا و جهان را در زمان خود معطوف نموده بود را در زندان و در دوران گذراندن زمان زندانی خود نوشته بود.

## زندگی
پدر وی پزشک بود. در سال ۱۵۵۱ پدرش به همراه خانواده به وایادولید مهاجرت کرد. اما میگل در سال ۱۵۵۶ به کوردوبا رفت.
دربارهٔ تحصیلات ابتدایی میگل ابهاماتی وجود دارد و اما بدون شک تحصیلات وی در سطح دانشگاهی نبوده‌اند.
وی در سال ۱۵۵۶ در مادرید مستقر شد.
وی در سال ۱۵۶۹ به دستور فیلیپ دوم پادشاه وقت اسپانیا برای شرکت در جنگ به ایتالیا سفر کرد. وی به مطالعه برخی از آثار ادبی در آنجا پرداخت و تحت تأثیر هنر ایتالیایی قرار گرفت. سروانتس در جنگ لپانتو شرکت داشته‌است. دست چپ او در این جنگ به دلیل صدمه‌ای که به اعصاب دستش وارد شد از کار افتاد. او همیشه از شرکت در این جنگ با افتخار یاد می‌کرده‌است.
او در سال ۱۵۷۲ به زندگی نظامی خود پایان داد و زندگی عادی خود را از سر گرفت.
در دوران زندگی خود چند بار به دلایل مختلف زندانی شد. یکی از مهم‌ترین دلایل زندانی شدن او مربوط به اتهامات مالی است. در سال 1597، او به عنوان مأمور جمع‌آوری مالیات در آندالوسیا فعالیت می‌کرد، اما در برخی از حسابرسی‌های مالی، کمبودهایی مشاهده شد که به او نسبت داده شد. به دلیل این مشکلات مالی، او به زندان انداخته شد.

البته گفته می‌شود که در این دوران زندان، سروانتس بخشی از دن کیشوت را نوشت یا ایده آن را پرورش داد. علاوه بر این، او در دوران جنگ هم تجربه زندانی شدن توسط دزدان دریایی الجزایری را داشت و چند سال را به عنوان زندانی در الجزایر سپری کرد تا اینکه خانواده‌اش او را آزاد کردند.

خودنگاره ای از سروانتس

## مرگ

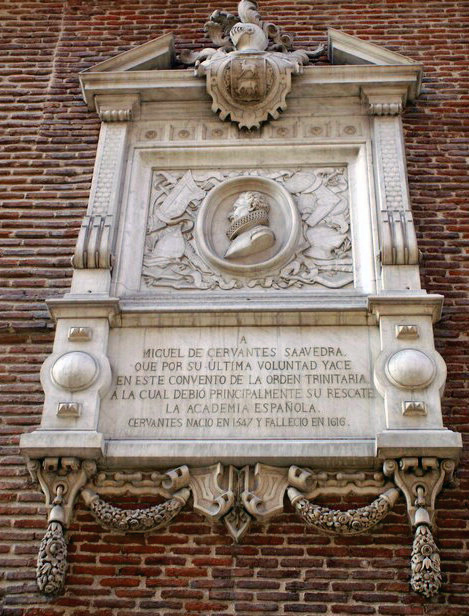
لوح مجسمه ای که به محل دفن میگل د سروانتس اختصاص داده شده است. این در نمای خیابان Lope de Vega در صومعه San Ildefonso و San Juan de la Mata در مادرید واقع شده.

سِروانتِس در سال ۱۶۱۶ در سن ۶۸ سالگی درگذشت.
براساس اسناد تاریخی موجود، جسد و تابوت سِروانتِس، به وصیت او پس از مرگش در سال ۱۶۱۶ در صومعه پابرهنگان تثلیث دفن شد. اما پس از اتفاقاتی که در این صومعه افتاد جسد سِروانتِس نزدیک به چهارصد سال گُم شد. سرانجام در سال ۲۰۱۵ باقی‌مانده چند قطعه کوچک از استخوان‌های او در عمق صومعه‌ای در مرکز بخش قدیمی شهر مادرید کشف شدند.

## بازگشت به اسپانیا

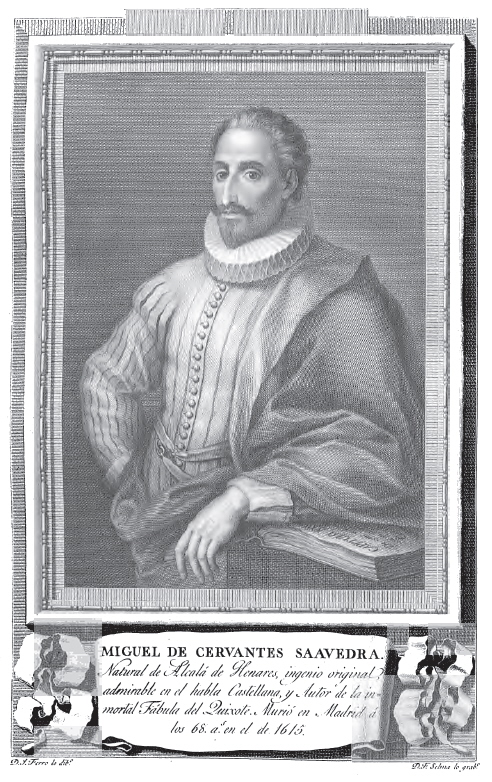

## سالشمار زندگی
- ۱۵۴۷ در نزدیکی مادرید متولد شد.
- ۱۵۷۱ در نبرد لپانتو بر اثر اصابت گلوله زخمی شد.
- ۱۵۷۵ اسیر شد و به مدت پنج سال در شمال آفریقا (الجزایر فعلی) به بردگی گرفته شد.
- ۱۶۰۵ نخستین قسمت از رمان دون کیخوته د لا مانچا را منتشر کرد. در سال ۱۶۱۵ قسمت دوم آن منتشر شد.
- ۱۶۱۶ سروانتس در سن ۶۸ سالگی که فقط شش دندان برایش باقی‌مانده بود، درگذشت و در صومعه پابرهنگان تثلیث دفن شد.

## آثار
- گالاتئا(۱۵۸۵)
- مرد مبتکر: دن کیشوت لا مانچایی(۱۶۰۵)
- رمان‌های سرمشق(۱۶۱۳)
- قسمت دوم رمان شوالیهٔ مبتکر: دن کیشوت لا مانچایی(۱۶۱۵)
- وظایف پِرسیلِس و سیگیس موندا(۱۶۱۷)